# Circle in the Round
Circle in the Round je kompilační album amerického jazzového trumpetisty Milese Davise. Alba pochází z různých období v rozmezí 27. října 1955 až 27. ledna 1970. Většina skladeb před vydáním tohoto alba v listopadu 1979 nevyšla.

## Seznam skladeb
| Pořadí         | Název               | Autor                       | Délka |
| -------------- | ------------------- | --------------------------- | ----- |
| 1.             | Two Bass Hit        | Dizzy Gillespie, John Lewis | 3:43  |
| 2.             | Love for Sale       | Cole Porter                 | 11:52 |
| 3.             | Blues No. 2         | Miles Davis                 | 6:51  |
| 4.             | Circle in the Round | Miles Davis                 | 26:17 |
| 5.             | Teo's Bag           | Miles Davis                 | 5:58  |
| 6.             | Side Car I          | Miles Davis                 | 5:00  |
| 7.             | Side Car II         | Miles Davis                 | 3:37  |
| 8.             | Splash              | Miles Davis                 | 8:33  |
| 9.             | Sanctuary           | Wayne Shorter               | 8:52  |
| 10.            | Guinnevere          | David Crosby                | 18:06 |
| Celková délka: | Celková délka:      | Celková délka:              | 98:25 |

## Obsazení
- Miles Davis – trubka, zvony
- John Coltrane – tenorsaxofon (skladby 1, 2)
- Cannonball Adderley – altsaxofon (skladba 2)
- Hank Mobley – tenorsaxofon (skladba 3)
- Wayne Shorter – tenorsaxofon (skladby 4-10)
- Bennie Maupin – basklarinet (skladba 10)
- Khalil Balakrishna – sitár (skladba 10)
- Joe Beck – kytara (skladba 4)
- George Benson – kytara (skladby 5,7,9)
- John McLaughlin – kytara (skladba 10)
- Red Garland – klavír (skladby 1-2)
- Bill Evans – klavír (skladba 2)
- Wynton Kelly – klavír (skladba 3)
- Herbie Hancock – klavír (skladby 4-9), celesta (skladba 4)
- Chick Corea – klavír (skladby 8,10)
- Joe Zawinul – klavír (skladba 10)
- Paul Chambers – kontrabas (skladby 1-3)
- Ron Carter – kontrabas (skladby 4-7, 9)
- Dave Holland – kontrabas (skladby 8, 10)
- Philly Joe Jones – bicí (skladby 1, 3)
- Jimmy Cobb – bicí (skladba 2)
- Tony Williams – bicí (skladby 4-9)
- Billy Cobham – bicí (skladba 10)
- Jack DeJohnette – bicí (skladba 10)
- Airto Moreira – perkuse (skladba 10)